# علی القاصی مهر
علی القاصی‌مهر (زاده ۱۳۵۲ چگنی) قاضی ایرانی و رئیس کل دادگستری استان تهران است. وی پیش از این دادستان عمومی و انقلاب تهران بود. او در سال ۱۳۹۳ به عنوان رئیس کل دادگستری استان فارس منصوب شد. در زمان انتصابش به دادستانی تهران فعالان سیاسی ریاست او را بازگشت به دوره سعید مرتضوی دانستند.
در ۱۸ آذر ۱۴۰۱ وزارت خارجه بریتانیا، علی القاصی‌مهر را به دلیل «نقض حقوق بشر» در ایران تحریم کرد.

## تحصیلات
- دکترای حقوق کیفری و جرم‌شناسی را از دانشگاه آزاد اسلامی واحد یاسوج[۶]

## پیشینه قضایی در استان فارس
آبان سال ۱۳۹۰ به عنوان دادستان شیراز منصوب شد. او در این سمت در صدور احکام قضایی سنگین همچون مجازات قطع عضو محکومان جرائم حدی نقش مؤثر داشته‌است.
او در زمان اجرای حکم قطع پا و دست دو نفر در زندان عادل آباد شیراز این احکام را «درس عبرتی برای مجرمان سابقه‌دار» دانست و از برخورد شدید با زندانیان متهم به سرقت حمایت کرد.
شهریور ۱۳۹۲ او در این سمت با ارسال نامه‌ای به دادگاه خواهان تشدید احکام صادره علیه کسری نوری شده بود و در آزار و اذیت دراویش گنابادی نقش داشت.
او بعد از پایان اعتصاب غذا طولانی مدت کسری نوری در سال ۱۳۹۱؛ به عنوان دادستان وقت عمومی و انقلاب شیراز در مصاحبهٔ از پیش تعیین شده و جنجال‌برانگیز خود پس از طرح سؤالی مبنی بر حضور زندانی سیاسی در شیراز از سوی خبرنگار خبرگزاری مهر با تأکید بر این موضوع که ما در شیراز و استان زندانی سیاسی نداریم عنوان کرده بود برخی از خانواده‌های این زندانیان با هدایت عناصر ضدانقلاب داخلی یکسری مصاحبه‌هایی را در سایت‌های مختلف داشته و سعی دارند موضوع این دستگیری‌ها را سیاسی جلوه دهند و اتهامات و دلایل بازداشت نوری را جرایم عمومی از جمله اختلال در نظم و امنیت، عدم توجه به دستورهای پلیس و… عنوان کرده بود.
القاصی مهر همچنین در پرونده بازداشت مهدی حاجتی، یک عضو شورای شهر شیراز به اتهام حمایت از بهائیان نقش داشت.
او در ۱۲ شهریور سال ۱۳۹۳ به عنوان رئیس کل دادگستری فارس منصوب شد و در اردیبهشت ۱۳۹۸ به عنوان دادستان عمومی و انقلاب تهران انتخاب شد.
اعتراض‌ها در کازرون و کشته شدن دو نفر از معترضان از دیگر اتفاق‌های دوره مدیریت القاصی مهر در فارس است.
بازداشت و رسیدگی به پرونده نوید افکاری، وحید افکاری و حبیب افکاری از معترضان مردادماه ۱۳۹۷ هم در زمان ریاست او بر کل دادگستری استان فارس صورت گرفت.

## تحریم‌ها
وزارت خارجه بریتانیا در ۱۸ آذر ۱۴۰۱ علی القاصی‌مهر به همراه ۹ مقام قضایی و مرتبط با زندان‌های جمهوری اسلامی را به دلیل تعقیب معترضان، صدور احکام سنگین از جمله مجازات اعدام برای آن‌ها و بدرفتاری با زندانیان ایرانی و خارجی و «نقض فجیع حقوق بشر» در ایران تحریم کرد.

## موضع‌گیری دربارهٔ انتخابات ۱۴۰۰
علی القاصی مهر در جلسه هماهنگی دادسراهای استان تهران در ۹ خرداد ۱۴۰۰ خطاب به نامزدهای انتخاباتی گفت نامزدها در تبلیغات و سخنرانی‌ها از خطوط قرمز نظام عبور نکنند و منافع ملی را به مصالح و منافع شخصی، حزبی، جناحی و گروهی ترجیح ندهند و در صورت عبور از خطوط قرمز نظام، وفق موازین قانونی قاطعانه و بدون در نظر گرفتن موقعیت و جایگاه با آنها برخورد می‌شود.

## مسئولیت‌ها
- دادستان عمومی و انقلاب شیراز - آبان ۱۳۹۰ تا شهریور ۱۳۹۳
- رئیس کل دادگستری استان فارس - شهریور ۱۳۹۳ تا اردیبهشت ۱۳۹۸
- دادستان عمومی و انقلاب تهران - اردیبهشت ۱۳۹۸ تا آذر ۱۴۰۰
- رئیس کل دادگستری استان تهران - آذر ۱۴۰۰ تاکنون